# Anoplarchus insignis
Anoplarchus insignis — вид окунеподібних риб родини Стіхеєві (Stichaeidae).

## Поширення
Зустрічається в узбережних водах на північному сході Тихого океану від Алеутських островів до Північної Каліфорнії.

## Опис
Тіло досягає 12 см завдовжки. Спинний плавець має 57-64 промені, а анальний плавець — 40-46.

## Спосіб життя
Це морський демерсальний вид, що мешкає в узбережних водах на глибині до 30 м.